# Aleta (castells)

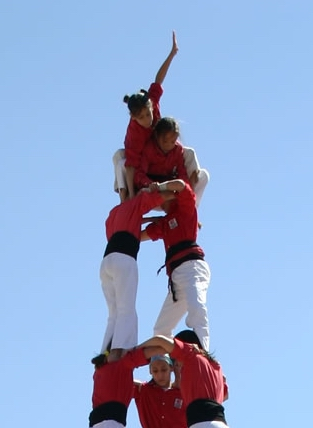
Enxaneta fent l'aleta en un 3 de 8 dels Castellers de Barcelona

L'aleta és el gest que fa amb la mà l'enxaneta en el moment de coronar un castell o pilar. Consisteix a aixecar el braç, amb la mà oberta, per damunt de l'alçada del seu cap.
Tradicionalment, aquest gest indica que el castell està carregat, i significa, per tant, el moment més àlgid de la construcció. Actualment, però, no es considera carregat el castell fins que l'enxaneta no trepitja l'espatlla del dos oposat per on ha pujat, independentment de si fa o no l'aleta. Simbòlicament, però, l'aleta indica encara avui al públic de la plaça l'assoliment del castell. Per tal de completar el castell caldrà descarregar-lo, és a dir, els components del tronc hauran de baixar ordenadament, seguint l'ordre invers en què han pujat. Si un castell cau després que l'enxaneta carregui el castell (fent l'aleta o no), la construcció es considera només carregada. Sembla que al segle xix només es tenien en consideració els castells descarregats.
En els castells d'estructura composta es duen a terme dues o més aletes, com és en el cas del 5, del 9 o del 4 amb l'agulla.
Tot i que l'enxaneta pot fer l'aleta amb qualsevol de les seves mans, en el cas dels pilars és normal que es faci amb la mà dreta, a causa de l'encadenament de moviments en el moment de la pujada.
El moment de fer l'aleta s'acompanya sempre d'una melodia pròpia amb les gralles i el timbal, que s'anomena toc d'aleta.
Al segle xix, l'aleta es feia sovint dret i amb els dos braços formant una creu amb el cos (de manera semblant a com ho fan actualment els Falcons), segurament com una darrera reminiscència de les figures del Ball de Valencians en què s'originaren els castells.
Ocasionalment, hom fa servir el nom d'aleta com a sinònim d'enxaneta, però aquesta és una expressió en desús actualment.